# Glacière (Métro Paris)

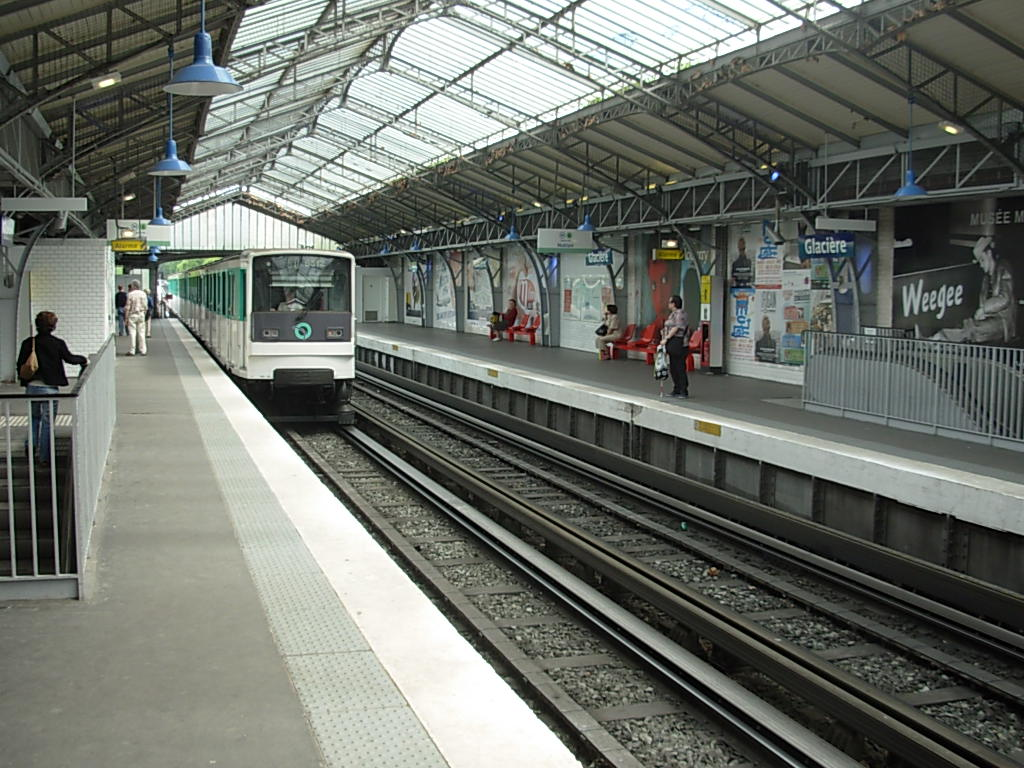
Von Nation kommender Zug der Baureihe MP 73

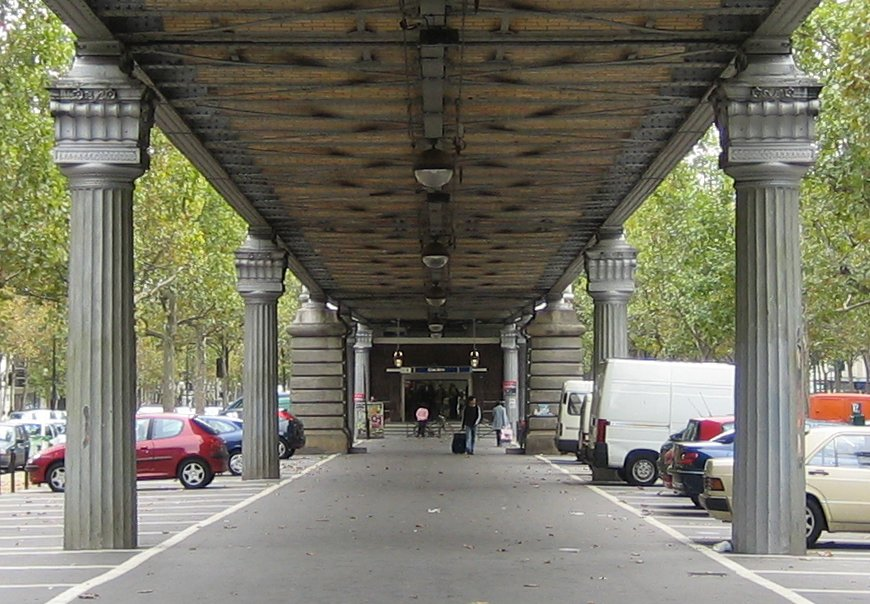
Hochbahnviadukt, im Hintergrund der Zugang zur Station Glacière

Der U-Bahnhof Glacière [ɡlasjɛʁ] ist ein Hochbahnhof der Linie 6 der Pariser Métro.

## Lage
Die Station befindet sich an der Grenze des Quartier de Croulebarbe mit dem Quartier de la Maison-Blanche im 13. Arrondissement von Paris. Sie liegt über dem Mittelstreifen des Boulevard Auguste-Blanqui westlich dessen Kreuzung mit der Rue de la Glacière.

## Name
Namengebend ist die Rue de la Glacière, die als Chemin de la Glacière bereits im 17. Jahrhundert auf Landkarten verzeichnet ist. Dieser Weg führte von Paris zum Dorf La Glacière, wo das Eis der zahlreichen, im Winter zugefrorenen Weiher, in gemauerten Schächten und aufgelassenen Stollen für den Sommer gelagert wurde.

## Geschichte
Am 24. April 1906 wurde die Station mit der Eröffnung der Verlängerung der Linie 2 Sud von Passy bis Place d’Italie in Betrieb genommen. Die Linie 2 Sud wurde am 14. Oktober 1907 als solche aufgegeben und ihre Strecke zum südwestlichen Endabschnitt der Linie 5 (Étoile – Gare du Nord).
Um im Zuge der Pariser Kolonialausstellung von 1931 die Besucherströme besser verteilen zu können, verkehrte in jenem Jahr erstmals die Linie 6 auf dem Abschnitt Étoile – Place d’Italie, da sie an der Station Daumesnil einen günstig gelegenen Umsteigebahnhof zur Linie 8 aufweist. Nach dem Ende der Ausstellung wurden die alten Linienverläufe wiederhergestellt. Erst am 6. Oktober 1942 wurden sie erneut dahingehend verändert, dass seitdem die Linie 6 endgültig an der Station Glacière verkehrt. Im Juli 1974 wurde diese Linie für den Verkehr mit luftbereiften Zügen umgerüstet.

## Beschreibung
In ihrem Aufbau entspricht die Station den meisten anderen Bahnhöfen in Hochlage der Linie 6. Sie ist 75 m lang und hat 4,10 m breite Seitenbahnsteige an den beiden parallelen Streckengleisen. Zwei Längsträger, die jeweils auf einer Reihe von eisernen Säulen aufliegen, tragen das Gleisbett und die Innenkanten der Bahnsteige. Deren Außenkanten und die Seitenwände ruhen auf zwei weiteren Längsträgern, die von gemauerten Pfeilern gestützt werden. An den vier Ecken der Station ragt je ein Pfeiler aus Gestaltungsgründen über das Dach hinaus. Die Station ist mit einem – in Firstnähe gläsernen – Satteldach versehen, das auch die Gleise überspannt. Die gemauerten Seitenwände zeigen nach außen hin geometrische Ornamente.
Der Zugang erfolgt durch ein gemauertes Zugangsgebäude über eine sich auf halber Höhe teilende Freitreppe am Westkopf der Station.

## Fahrzeuge
Zunächst verkehrten auf der Strecke Züge mit Holzaufbauten, die aus zwei ca. 8 m langen, zweiachsigen Triebwagen und sechs ebensolchen Beiwagen bestanden. Ab ca. 1907 liefen vier-, später fünfteilige Züge der auf Drehgestellen ruhenden Bauart Sprague-Thomson. Im Juli 1974 wurde die Linie 6 auf gummibereifte Fahrzeuge umgestellt, seitdem fahren dort aus drei Trieb- und zwei Beiwagen zusammengesetzte Züge der Baureihe MP 73. Seit Januar 2023 wird auch die Baureihe MP 89 CC auf der Linie 6 eingesetzt.